# Yulia Baycheva

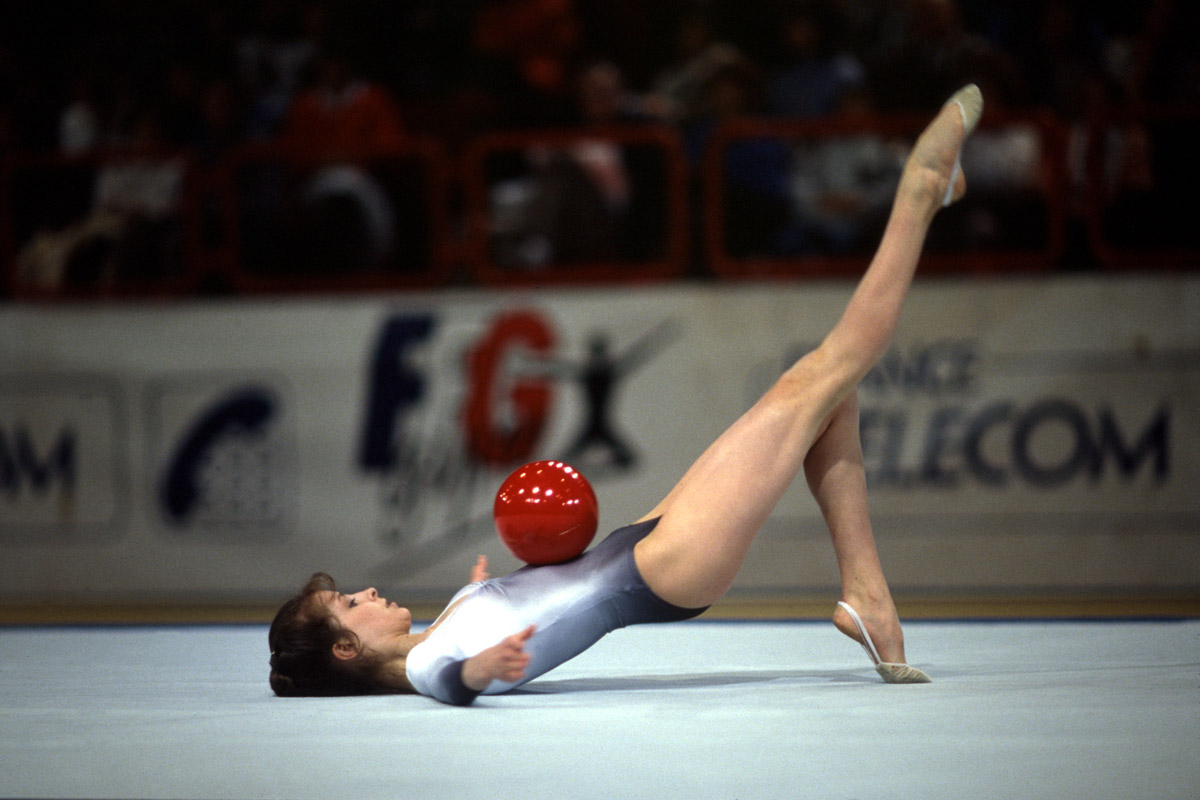
Yulia Baycheva (Bulgaria)

Yulia Baycheva (en búlgaro, Юлия Байчева) es una ex gimnasta búlgara nacida en Plovdiv el 12 de febrero de 1972. 

## Trayectoria
Destacó en la gimnasia rítmica mundial a fines de la década de los años 80 y principios de los 90. 
En 1989, en el campeonato del mundo celebrado en Sarajevo fue parte del equipo de Bulgaria, junto con Adriana Dunavska y Bianka Panova que obtuvo la medalla de oro, con una puntuación similar a la Unión Soviética.
El campeonato de Europa de 1990 de Gotemburgo fue la competición donde más brilló, puesto que obtuvo la medalla de oro en el concurso completo individual, la de plata por equipos con Bulgaria, junto a sus compañeras Dimitrinka Todorova y Neli Atanassova y participó en las cuatro finales por aparatos, en las que logró otras cuatro medallas: dos de plata en cinta y aro y dos de bronce en pelota y cuerda.
En 1993 participó en el campeonato del mundo de Alicante, donde fue medalla de oro por equipos con Bulgaria, esta vez junto a sus compañeras María Petrova y Branimira Dimitrova, de bronce en cuerda, novena en el concurso completo y octava en las finales de cinta, aro y mazas.